# Tatosoma collectaria
Tatosoma collectaria är en fjärilsart som beskrevs av Walker 1862. Tatosoma collectaria ingår i släktet Tatosoma och familjen mätare. Inga underarter finns listade i Catalogue of Life.